# Верхний Атлян
Ве́рхний Атля́н — посёлок в составе Миасского городского округа Челябинской области России.

## История
Происхождение название «Атлян», имеет несколько версий, первая это «место воров и оборванцев», времен участников восстания Е.Пугачева. По другой «Атлян», точнее «атлянще», в переводе с тюркского означает всадника, укрощающего дикую лошадь.
В начале 1930 в посёлке велась добыча золота, до Великой Отечественной войны там находилось Управление золотодобычи. 

## География
Расположен на реке Атлян. Иногда Верхний Атлян называют Золотым, а Нижний — Низом. Расстояние между Нижним и Верхним Атлянами 2 километра.

## Улицы
Береговая, Кордонный переулок, Нагорная, Советская, Центральная, Школьная.